# Die Sklavin Sumurrud und Alischar

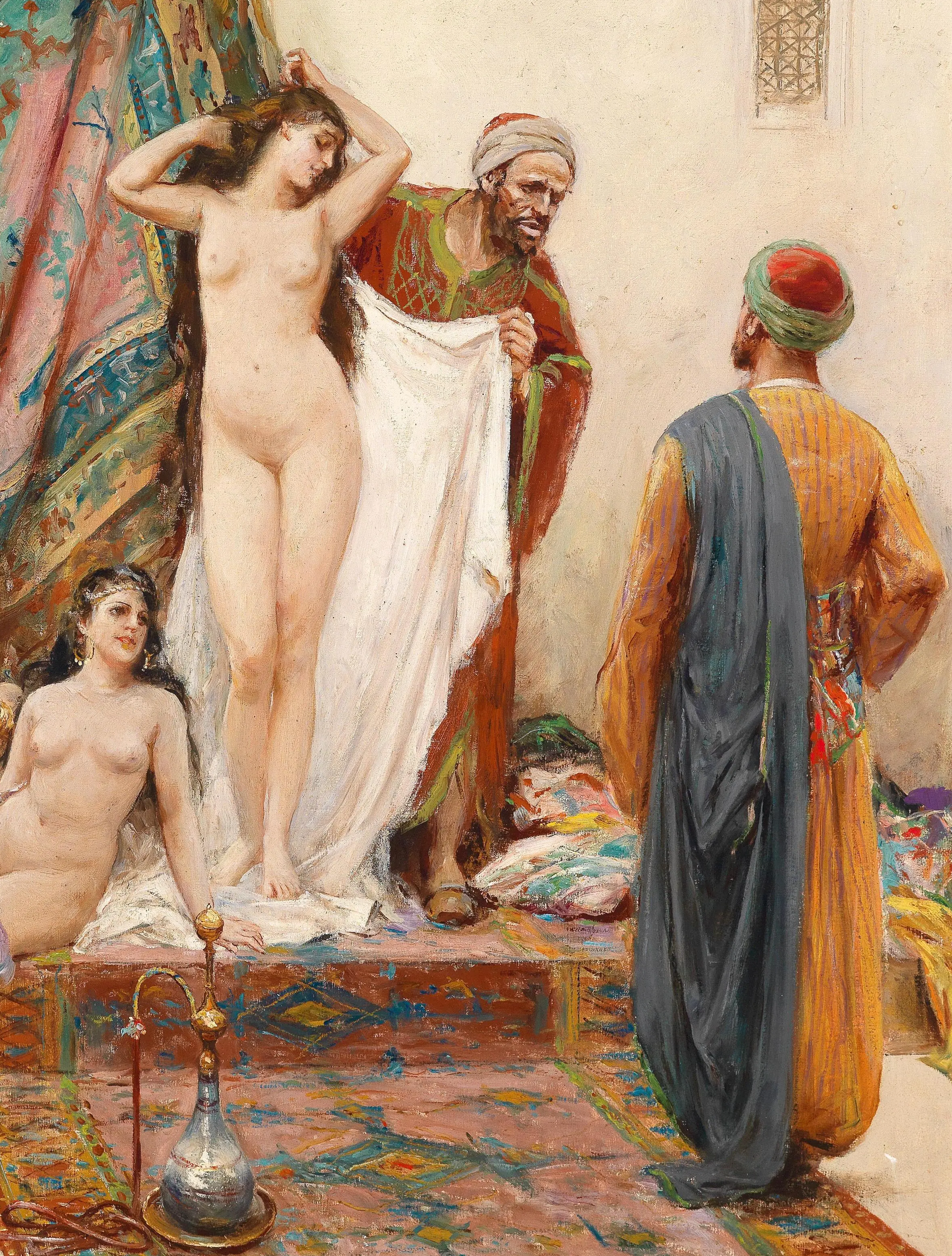
Die Sklavin Sumurrud wird auf dem Sklavenmarkt präsentiert. Gemälde von Fabio Fabbi (1861–1945).

Die Sklavin Sumurrud und Alischar ist ein orientalisches Märchen aus den Geschichten aus Tausendundeiner Nacht. In der Arabian Nights Encyclopedia wird es als ANE 82 gelistet.
Das Märchen handelt vom Abenteuer und der Liebesgeschichte der schönen Sklavin Sumurrud und dem gut aussehenden Alischar, dessen mangelnde Zuverlässigkeit seine Geliebte schon bald auf eine Reise voller Schmerz schickt – doch das Sklavenmädchen erweist sich als schlagkräftige, starke Frau.

## Handlung

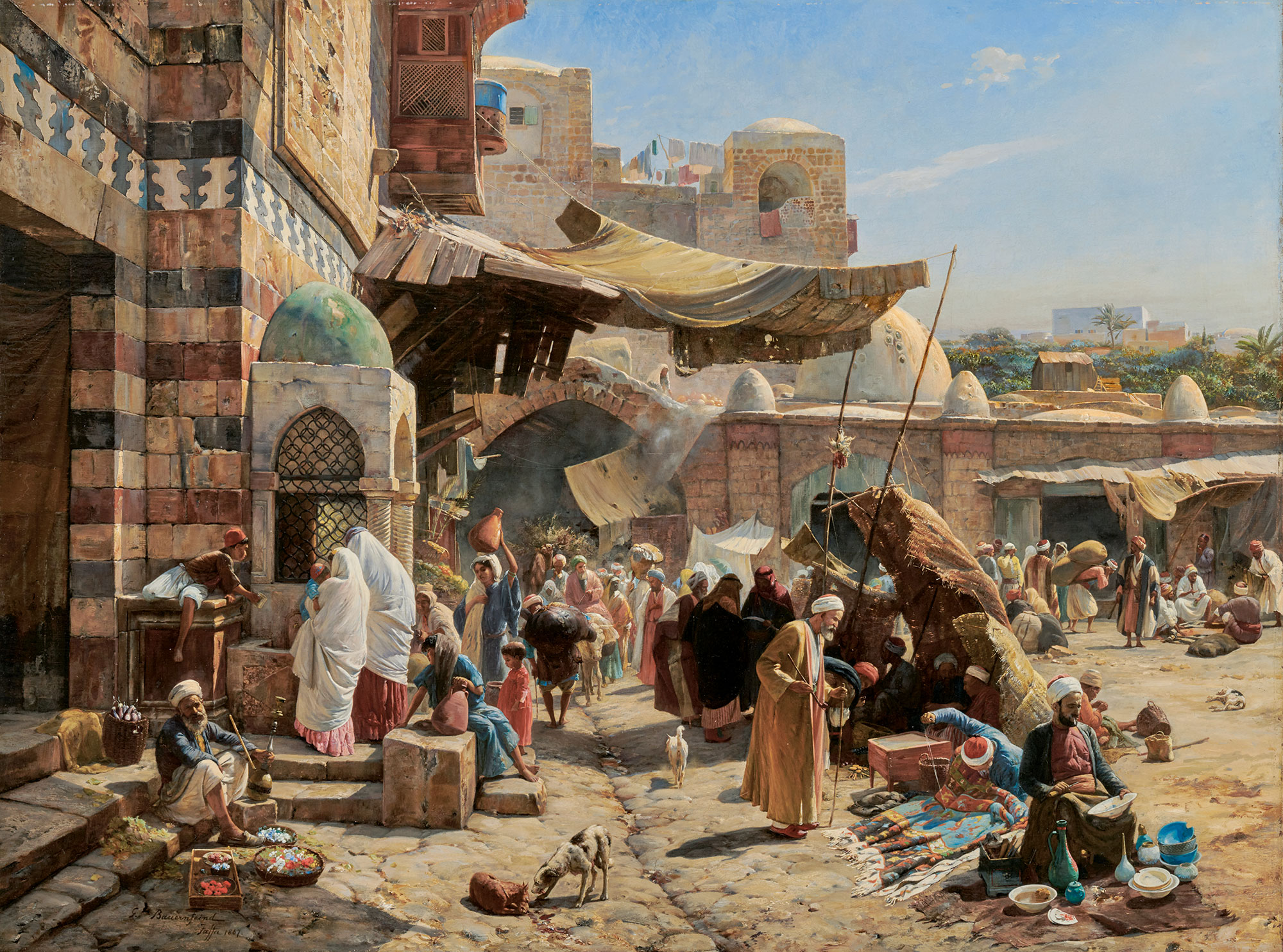
Der Markt von Isfahan. Gemälde von Gustav Bauernfeind, 1887

Vor langer Zeit lebte in der Stadt Isfahan ein alteingesessener erfolgreicher Juwelier namens Madschd al-Din. Er war schon siebzig Jahre alt, als ihm Gott endlich die Gnade der Geburt eines Sohnes gewährte. Er nannte den Jungen  Alischar, der zu einem stattlichen jungen Mann heranwuchs. Sein Vater, nun weit über achtzig Jahre alt, nahm eines Tages den Sohn beiseite, um ihm vier Ratschläge zu erteilen. Erstens sollte er Gott vertrauen und mit dem Menschen freundlich umgehen, zweitens für sich alleine leben und mit niemandem verbünden, da die Menschen nicht vertrauenswürdig sind. Drittens sollte er sparsam sein und seinen Besitz zusammenhalten, um nie in die Abhängigkeit anderer Menschen zu kommen. Und viertens solle er gnädig gegen jedes von Gott geschaffene Wesen sein. Nur wenig später verschied sein Vater und Alischar war nun für den Laden verantwortlich. Ein ganzes Jahr lang beherzigte er die Ratschläge seines Vaters. Doch dann ergriff ihn der Übermut der Jugend und er begann seinen Besitz zu verprassen und sein Geschäft zu vernachlässigen. Schließlich war er bankrott und musste anfangen auch den Hausrat zu verkaufen, dann seine Kleider, und obwohl er sein Haus behalten konnte, hungerte er.
Eines Tages zog Alischar durch die Straßen, um sich von seinem Hunger abzulenken, als er zum Marktplatz der Sklavenhändler gelangte. Er fand eine Menschentraube und trat an diese heran, um zu sehen, was vor sich ging. Die Interessierten drängten sich um einen Sklavenhändler, der eine junge Frau zum Verkauf anbot, wie Alischar nie eine von schönerer körperlicher Gestalt gesehen hatte. Er beschloss, sich den Verkauf des Mädchens anzusehen. Der Händler stellte sie als Sumurrud, die Schleiermacherin, vor. Die Anwesenden begannen rasch auf die Sklavin zu bieten, bis ihr Preis auf eintausend Dinar gestiegen war, wobei ein persischer Kapitän das höchste Gebot abgab. Der Händler pries noch die weiteren Vorzüge des Sklavenmädchens. Sie war außerordentlich begabt im Handwerk der Schleierherstellung und des Schneiderns und der Händler pries, dass sie ihrem Besitzer durch ihr Handwerk noch viel Geld einbringen werde. Auch erklärte er, dass er dem Mädchen ein Versprechen abgegeben hatte, nämlich, sie an keinen neuen Besitzer zu verkaufen, den sie für sich selbst nicht wolle.

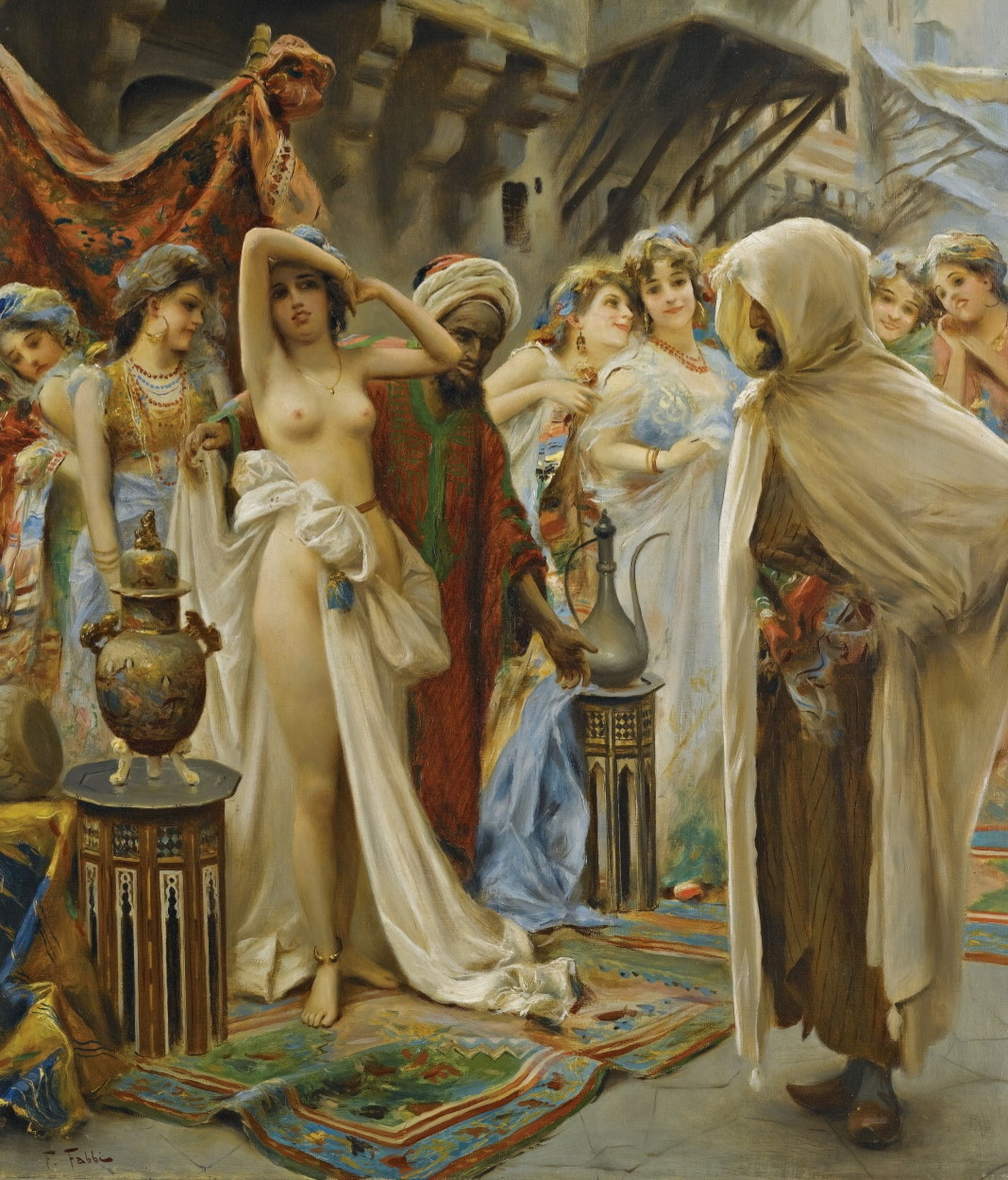
Auf dem Sklavenmarkt. Gemälde von Fabio Fabbi (1861–1945).

Doch als der Händler Sumurrud dem persischen Kapitän präsentierte und fragte, ob sie ihn als neuen Herrn akzeptiere, begann sie ihn wegen seines hohen Alters zu verspotten und lehnte ihren Verkauf ab. Daraufhin wurde sie dem nächsten präsentiert, doch auch an diesem hatte sie etwas auszusetzen, und dann wieder an dem nächsten und dem darauffolgenden. Schließlich resignierte der Händler und befahl ihr, dann doch selbst einen der Anwesenden auszusuchen, an den sie verkauft werden wolle. Da fiel ihr Blick auf den gut aussehenden Alischar und sie forderte, an ihn verkauft zu werden. Der Händler bot sie dem jungen Mann an, doch der schwieg nur beschämt, da er für das Mädchen nicht würde bezahlen können. Sein Verhalten entging Sumurrud nicht und sie verlangte mit ihm allein sprechen zu dürfen, was der Händler erlaubte. Sumurrud drängte Alischar sie als Sklavin zu kaufen, doch der musste beschämt gestehen, dass er keinen einzigen Dirham, geschweige denn die geforderten eintausend Dinar hatte. Da nahm Sumurrud aus der Brusttasche ihres Gewandes einen Beutel Geld hervor und übergab ihm ihr kostbares Halsband, auch erklärte sie ihm, dass sie ihren Besitzer um einen Preisnachlass bitten würde. Alischar stimmte zu und Sumurrud bat ihren Herrn erfolgreich um den Preisnachlass, wovon der persische Kapitän, der all dies mitbekommen hatte, zutiefst erbost war. Doch das Geschäft war besiegelt und Alischar ging mit seiner neu gekauften Sklavin nach Hause. Sumurrud musste schnell feststellen, dass ihr neuer Besitzer tatsächlich trotz seines Hauses in bitterer Armut lebte. Sie nahm einen goldenen Ring von ihrem Finger und befahl ihm, davon Ausstattung für die Wohnung und Essen zu kaufen. Sie aßen zu Abend und Alischar erzählte ihr die Geschichte seines Lebens. Die beiden verliebten sich ineinander und verbrachten die Nacht zusammen.
Am nächsten Tag schickte Sumurrud ihren Herrn erneut auf den Markt, damit er Stoffe kaufte, aus denen Sumurrud schon bald mit ihrer Handwerkskunst kostbare Schleier und Vorhänge herstellte, in die sie allerlei Tierfiguren einarbeitete. Diese sollte Alischar dann verkaufen, doch schärfte sie ihm ein, dass er nur an örtliche Händler, aber keine fahrenden, verkaufen solle. Sie begründet dies damit, dass ein Sandorakel sie davor gewarnt hatte, dass ein fremder Reisender sie von Alischar trennen wolle. Alischar befolgte ihren Rat und so lebten sie von den Schleiern und Vorhängen, die Sumurrud herstellte, welche Alischar dann auf dem Markt an ansässige Händler verkaufte. So verging ein ganzes Jahr, in dem sich ihre Liebe immer mehr vertiefte.

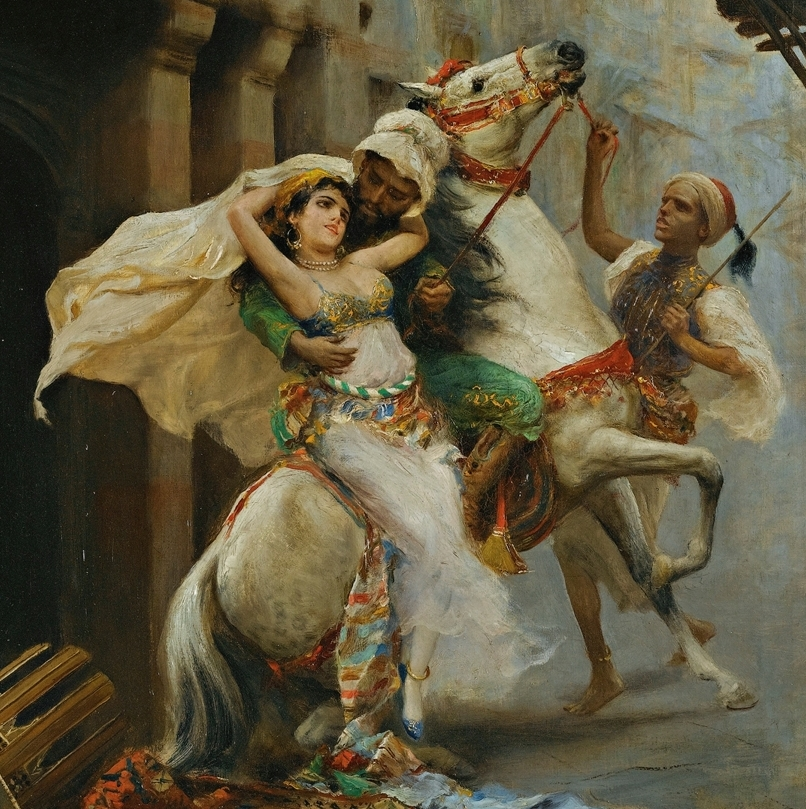
Sumurrud wird von dem Perser entführt. Gemälde von Fabio Fabbi.

Eines Tages jedoch kam es, dass Alischar schwach gegenüber dem Angebot eines christlichen fahrenden Händlers wurde, der ihm das Doppelte zahlte, was er sonst bekommen hätte. So willigte er in den Handel ein, doch folgte ihm der christliche Händler schließlich bis nach Hause. Er bat Alischar um etwas Wasser und brachte ihn trotz Widerwillen sogar dazu, dass sie miteinander speisten, während Sumurrud Böses schwante. Heimlich streute der Christ Opium auf eine Banane und reichte sie Alischar, der sie aß und augenblicklich wie tot zusammenbrach. Rasch kehrte der Christ zu seinem Auftraggeber, dem persischen Kapitän, zurück, der auch sein Bruder war, und teilte ihm mit, dass er Sumurrud gefunden hatte. Nun eilte der persische Kapitän zum Wali der Stadt, bestach ihn und zusammen raubten sie Sumurrud aus dem Haus des Alischar und brachten sie in den Palast des Kapitäns. Der persische Kapitän gab sich gegenüber Sumurrud nun als ein Christ zu erkennen, der Sumurrud nicht nur als Frau begehrte, sondern sie dazu zwingen wollte zum Christentum überzutreten. Als Sumurrud sich entschieden weigerte, begann er sie zu foltern, indem er sie an ein Balkenkreuz fesselte und mit der Peitsche schlug. Doch Sumurrud weigerte sich und so setzte er verschiedene Arten der Folter an ihr in den nächsten Tagen fort.
In der Zwischenzeit war Alischar aus dem Opiumschlaf erwacht und musste nun feststellen, dass durch seine Dummheit seine geliebte Sumurrud entführt worden war. Sieben Tage saß er weinend, klagend und sich selbst kasteiend dar, ehe er schließlich ziellos durch die Stadt eilte und eine alte Frau namens Safiya traf, die Mitleid mit ihm hatte. Er erzählte ihr schließlich seine ganze Leidensgeschichte erzählte. Die alte Frau bot ihm an ihn zu helfen und klapperte fortan die Häuser der Stadt als Verkäuferin ab, wodurch sie hoffte etwas über die Entführte herauszufinden. Als ein Monat seit Sumurruds Entführung vergangen war, fand die Alte schließlich  Eingang in jenem Palast, der dem persischen Kapitän namens Chawadscha Radiyuddin gehörte, der auf Reise gegangen war. Die Alte bekam Zutritt und entdeckte schließlich die gemarterte Sumurrud und offenbarte sich ihr als Helferin von Alischar. Daraufhin erklärte Sumurrud, dass sie ihrem Geliebten die Nachricht überbringen solle, dass er am Abend in die Gartenanlage des Palastes kommen solle. Sie selbst werde dann durch ein bestimmtes Fenster sich zu ihm in den Garten hinunterlassen. Die Alte verließ Sumurrud und den Palast und gab Alischar Bescheid. Am Abend drang Alischar in den Palast ein und wartete unter dem besagten Fenster. Doch überkam ihn die Müdigkeit mit solcher Wucht, dass er schließlich in einen tiefen Schlaf fiel, aus dem er erst am nächsten Mittag wieder erwachte.

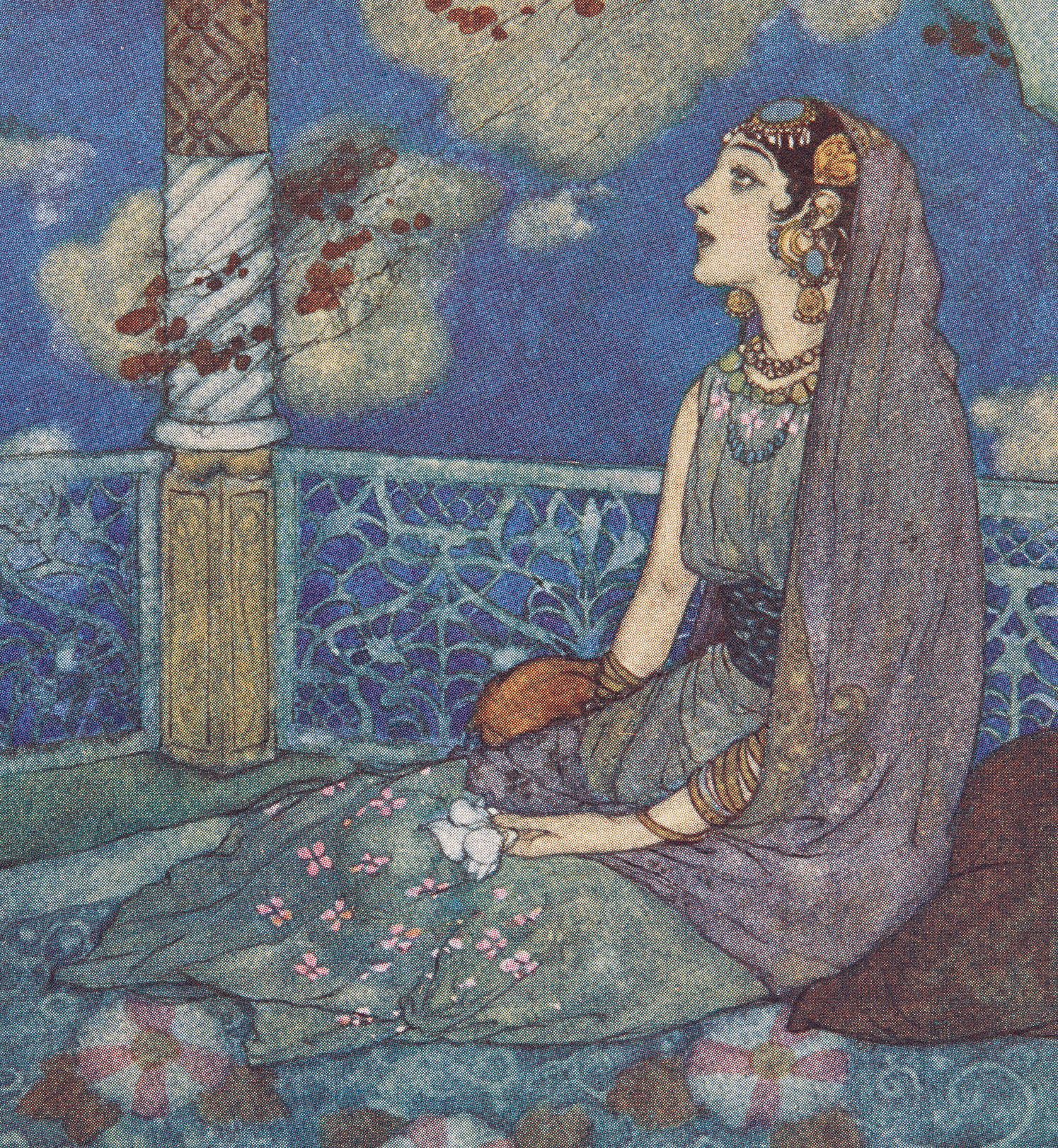
Sumurrud wartet in der Nacht auf Alischar. Edmund Dulac, 1907.

Nun wollte es das Schicksal, dass an genau diesem Abend ein Dieb sich Zutritt zum Palast des Kapitäns verschaffte und dort den tief schlafenden Alischar vorfand, den er selbst für einen Dieb hielt. Er nahm ihm die Kleider ab und legte sie sich selbst an, dann tat er einen Pfiff, wie es unter Dieben üblich ist, womit er herausfinden wollte, ob der vermeintliche Dieb Mitstreiter hatte. Nun aber hörte Sumurrud den Pfiff, die auf Alischar wartete und nun glaubte, dass es sich bei dem Mann im Garten um ihren Geliebten handelte. Sie öffnete das Fenster und ließ sich an einem Seil herunter. Der Dieb fing sie auf, zufrieden, dass ihm ein so schönes Sklavenmädchen in die Hände gefallen war. Sumurrud musste verbittert feststellen, dass sie aus der einen Falle direkt in nächste getappt war. Nun entführte dieser Dieb, der ein Kurde war, Urdschuwan hieß und der Räuberbande des Ahmad al-Danaf angehörte, Sumurrud fort und brachte sie zu seiner Mutter, die auf einem Berg wartete. Dann ritt er fort, um den Rest seiner Bande zu suchen.
Doch Sumurrud überlistete die Alte und hieb ihr den Kopf ab, dann legte sie sich die beiliegenden Kleider eines Soldaten an und setzte einen türkischen Turban auf und floh mit einem Pferd. Zehn Tage war sie unterwegs, ehe sie schließlich eine schöne und sichere Stadt erreichte. Da eilten die Leute zur Stadt hinaus und begrüßten sie als ihren Sultan. Sumurrud tat, als sei sie ein Mann und fragte, was dieses Schauspiel bedeuten sollte. Die Stadtbewohner erklärten, dass ihr alter Sultan gestorben war und es Brauch war, dass derjenige, der als erster danach die Stadt betrat, zum Sultan ernannt wurde. So wurde Sumurrud, als Mann getarnt, zum König der Stadt und herrschte fortan über diese. Eines Tages rief der vermeintliche König Sumurrud die Bewohner der Stadt zu einem Festmahl, bei dem auch der persische Kapitän und sein Bruder erschienen, die sie einst entführt und gefoltert hatten. Sie ließ beide festnehmen und foltern. Nachdem sie ihre Tat gestanden hatten, ließ sie beiden bei lebendigem Leib die Haut abziehen, ihre toten Körper ausnehmen und mit Stroh füllen und in einen Lagerraum schaffen. Das gleiche Schicksal ereilte den kurdischen Räuber Urdschuwan, als er in die Stadt kam. Nun lud Sumurrud erneut zu einem Fest, an dem auch Alischar teilnahm – natürlich ohne wie irgendjemand zu wissen, dass es sich bei dem Sultan um Sumurrud tatsächlich war.
In der Zeit, in der Sumurrud von dem kurdischen Räuber entführt, geflohen und in der fremden Stadt zum Sultan aufgestiegen war, war Alischar aus dem Schlaf am nächsten Morgen im Palast erwacht und entkleidet und beschämt aus dem Palast zurück in sein Haus in Isfahan geflohen, wo er der alten Safiya gestehen musste, dass er Sumurrud nicht hatte retten können, weil er eingeschlafen war. Von Kummer aufgezehrt, riet ihm die alte Safiya schließlich, dass er Isfahan verließ und in die weite Welt zog, in seinem Zuhause werde er vor Kummer irgendwann sterben. Er befolgte ihren Rat und verließ Isfahan, woraufhin ihn das Schicksal in die Stadt führte, die Sumurrud nun regierte.

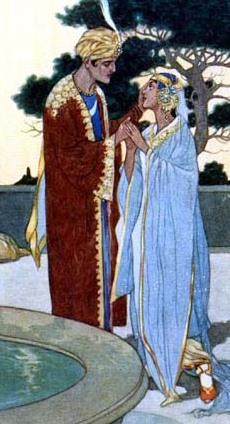
Alischar und Sumurrud sind wieder vereint. Bild von René Bull, 1898.

Sumurrud ließ – noch immer ihre wahre Identität verbergend – Alischar zu ihr bringen und ihr seine Geschichte erzählen. Sie erkannte, dass er trotz all seiner Fehler sie noch immer liebte. Da bot sie ihm an, ihn wieder mit seiner Liebsten zu vereinen, allerdings unter der Bedingung, dass er keine zweite Frau neben ihr heirate. Alischar stimmte zu und Sumurrud enthüllte ihm endlich ihre wahre Gestalt. Das Liebespaar war wieder glücklich vereint. Sumurrud enthüllte auch ihrem neuen Volk in der Stadt, dass sie eine Frau war und fragte sie, ob sie Alischar als König anerkennen würden, was die Leute bejahten. Das Paar heiratete und herrschte fortan, mit Kindern gesegnet, über die Stadt, bis der Tod ihre glückliche Liebe trennte.

## Interpretation

### Die feministische Darstellung der Sumurrud
Die Arabistin Claudia Ott sieht die Geschichte um Sumurrud als eine der typischen Geschichten in Tausendundeine Nacht an, in der ein Sklavenmädchen an der Seite ihres Herrn zur Heldin wird; wobei sie trotz ihres niedrigen sozialen Status als Sklavin mutig, gewitzt, einfallsreich und aktiv ist, während ihr Herr und Besitzer als schwache Persönlichkeit erscheint und ohne den Rat seiner Sklavin völlig hilflos ist. Ähnlich sieht dies Mia Gerhardt. Vergleichbare Geschichten, in denen eine Sklavin nicht nur die Protagonistin der Erzählung, sondern trotz ihres sozialen Status die eigentliche Heldin ist, sind Die Sklavin Anis al-Dschalis (ANE 35), Die Sklavin Tawaddud (ANE 157), Die Sklavin Tuhfat al-Qulub (ANE 339), Die Sklavin Sitt al-Milah und Nur al-Din Ali (ANE 341) und Die Sklavin Amina (ANE 421). Letztlich ist es Sumurruds Initiative, die das Wiedersehen der Liebenden herbeiführt.
Der Name Sumurrud (z. D. Smaragd) ist ein typischer Name für Sklavinnen. Im arabischen Original ist er zudem mit dem Zusatz Sitt versehen, der femininen Form von Sayyid, was so viel wie Herrin bedeutet. Claudia Ott verweist darauf, dass damit Sumurruds Name im Gegensatz zu ihrem niederen sozialen Status als Sklavin steht und dadurch ihr Status als Heldin für den Leser plausibel wird.

### Parallelen zu anderen 1001-Nacht-Erzählungen.
Die Figur der Sumurrud weist inhaltlich teils große Gemeinsamkeiten zur Figur der Maryam in Die Sklavin Maryam und Ali Nur al-Din (ANE 233) auf. Beide sind handwerklich äußerst begabt (Sumurrud als Schleier- und Vorhangmacherin, Maryam als Gürtelherstellerin), beide dürfen auf dem Sklavenmarkt entscheiden, an wen sie verkauft werden wollen, wobei sie beide äußerst vorlaut sind und ihre potenziellen Käufer verspotten. Ebenso geraten beide letztlich durch eine Dummheit ihrer Besitzer in fremde Hände (Sumurrud wird entführt, nachdem Alischar ihre Warnung nicht beherzigt hat; Maryam wird von ihrem Herrn Nur al-Din Ali in betrunkenem Zustand verkauft).
Das Narrativ, dass eine Sklavin selbst darüber entscheiden darf, an wen sie verkauft wird, findet sich in weiteren Geschichten, so in Die Sklavin Maryam und Ali Nur al-Din (ANE 233) und Die Sklavin Sitt al-Milah und Nur al-Din Ali (ANE 341).

## Textgeschichte

### Ausgaben in 1001-Nacht und Nutzung
Die Geschichte findet sich in den ägyptischen Manuskripten und den frühen arabischen Druckfassungen von Tausendundeine Nacht. Auf die Kalkutta-II-Ausgabe griffen Richard Francis Burton und Enno Littmann für ihre Sammlungen zurück; Claudia Ott auf die noch ältere Berliner / Wetzstein II-Ausgabe.
Der preußische Arabist Johann Gottfried Wetzstein hatte dieses Manuskript erstanden, das im Jahr 1793 von einem Kopisten namens Mustafa al-Salahi auf 64 Seiten niedergeschrieben worden war. Bis zu Wetzsteins Tod blieb das Dokument in Besitz der Königlichen Bibliothek zu Berlin. Erstmals editiert und ins Deutsche übersetzt wurde die Handschrift 2022 von Claudia Ott.
In Gustav Weils Sammlung wird als Titel der Geschichte allein der Name Alischar genannt (hier: Ali Schir), was insofern irreführend ist, da Sumurrud der wahre Hauptprotagonist in der Geschichte ist.

### Textherkunft und Unterschiede
Claudia Ott deutet in der älteren Wetzstein II-Edition die Rolle des persischen Kapitäns in Isfahan – welches tief im iranischen Kernland liegt – als Hinweis darauf, dass die Geschichte ursprünglich an einem anderen Schauplatz spielte, der näher am Meer lag. In Frage kommt insbesondere der Persische Golf. Mia Gerhardt geht von einer ägyptischen Herkunft der Geschichte aus. Die Breslauer Ausgabe, auf die Gustav Weil zurückgriff, sowie der Kalkutta-II-Edition spielt die Geschichte in Chorasan, und damit geografisch noch weiter östlich im Osten des Iran, Afghanistan oder Südzentralasien, bei Littmann wird der persische Kapitän aus der Wetzstein II-Edition lediglich als ein alter Kaufmann bezeichnet.
Nach den Autoren der Arabian Nights Encyclopedia enthält die Geschichte einige Anspielungen auf die Sîra-Literatur und einige farcenhafte Motive aus der Volksliteratur.

### Weiteres
Mit vollem Namen heißt die alte Frau, die Alischar hilft und Sumurrud im Palast entdeckt, Hadscha Safiya. Das Wort Hadscha ist im Arabischen die feminine Form für eine Person, die die große islamische Pilgerfahrt, die Haddsch, vollzogen hat.

## Rezeption
Die Geschichte der Liebe von Alischar und Sumurrud ist die zentrale Handlung des 1974 erschienen italienischen Spielfilms Erotische Geschichten aus 1001 Nacht, bei der Pier Paolo Pasolini Regie führte.

## Ausgaben

### Gesamtausgaben von Tausendundeine Nacht
- Gustav Weil: Tausend und eine Nacht – Arabische Erzählungen, Karl Müller Verlag, Erlangen 1984 (Erstausgabe 1839, Bulaq-I-Edition und Breslauer Edition), Band 2, S. 356–371.
- Enno Littmann: Die Erzählungen aus den tausendundein Nächten, Insel Verlag, Frankfurt 1968 (Erstausgabe 1922–1928, Kalkutta-II-Edition), Band 3, S. 207–258.
- Joseph-Charles Mardrus: The Book of the Thousand Nights and One Night, 1989, 4 Bände, Band 2, S. 235–270.
- Claudia Ott: Tausendundeine Nacht – Das Buch der Liebe. C. H. Beck, München 2022, S. 215–260.

### Ausschnitt-Ausgaben von Tausendundeine Nacht
- Schrader, Hermann (Bearbeiter): Liebesabenteuer aus 1001 Nacht, Manfred Pawlak Verlag, 1980, S. 92–130 (als Ali Schar und Sumurrud)